# Mahamuni Paya

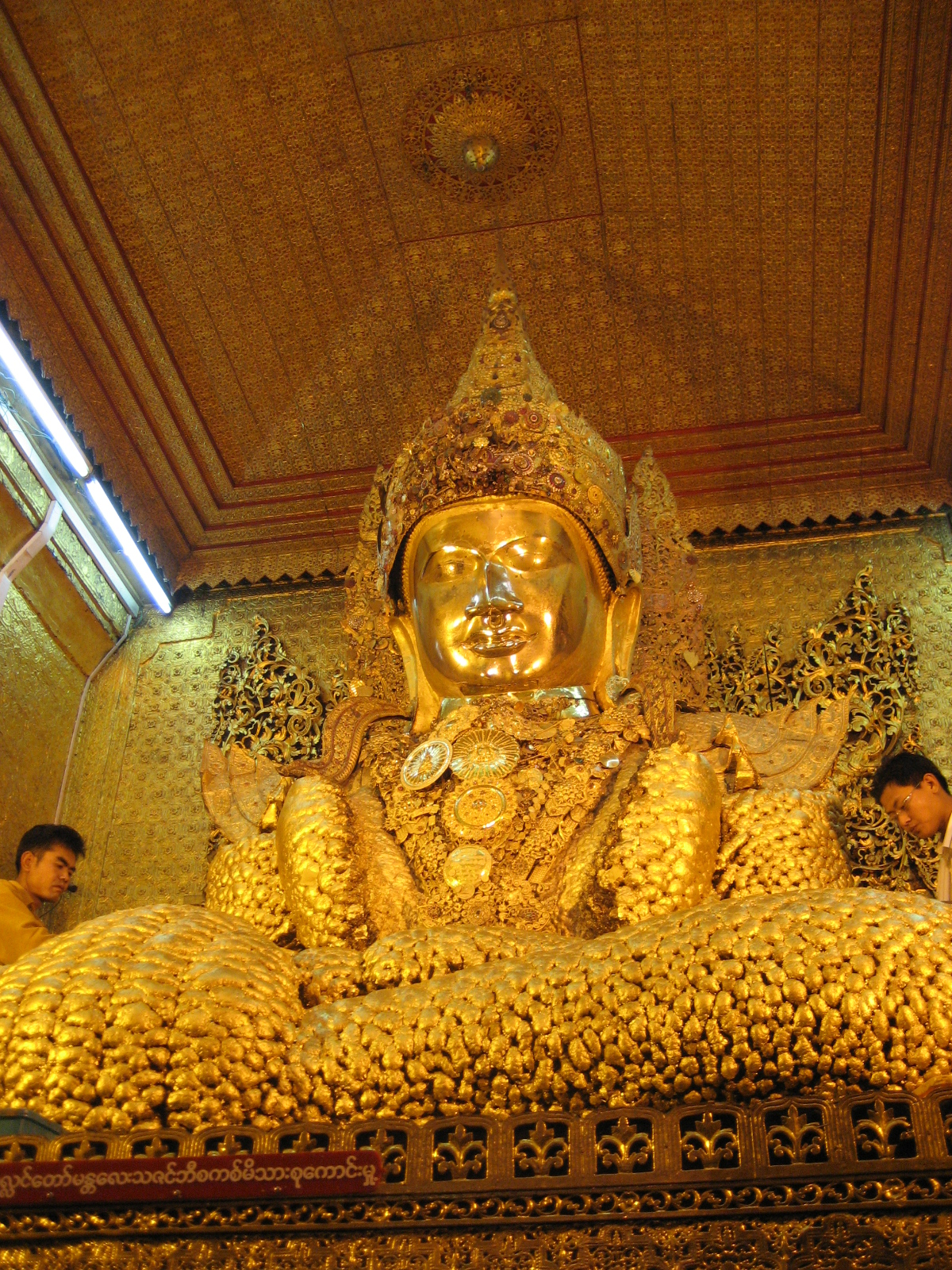
Socha Buddhy

Mahamuni Paya je chrám zbudovaný v myanmarském městě Mandalaji. Je označován za jednu z nejvýznamnějších sakrálních staveb v celém městě. Objekt je vyveden ve zlaté a karmínové barvě. K chrámu byla zbudována dlážděná cesta vedoucí sem od panovníkova paláce ve městě. Celá svatyně v roce 1884 vyhořela a poté prošla obnovou.
V centrální části svatyně stojí na prostranství zdobená pagoda, které se v jejím nitru nachází zlatá socha sedícího Buddhy o výšce dosahující téměř čtyř metrů, která pochází z prvního století po Kristu, byť se někteří místní obyvatelé domnívají, že pochází z doby návštěvy Buddhy, k níž došlo roku 554 před Kristem. Sochu přivezli roku 1784 vojáci ve službách krále Bodawpayi. Přímo k soše smí přistoupit pouze muži, kteří mají následně možnost na ni nalepit zlatý plátek, jenž si předtím zakoupí za 1600 kyatů (stav k roku 2017). Výjimku představují tváře Buddhy, které pravidelně každý den ve čtyři hodiny ráno mnich leští, a této činnosti se jako diváci může účastnit i veřejnost. Během období dešťů je navíc socha zakryta mnišským rouchem.
Jakmile nastane období svátků, je o sochu takový zájem, že se někteří návštěvníci nedostanou až do její blízkosti, a musí si vystačit se záběry vysílaných v televizích rozmístěných po areálu svatyně.
Celá skulptura je odlita z bronzu. Její hmotnost činí asi šest tun a další dvě tuny představují nalepené plátky zlata. Proto si s ohledem na svou hmotnost celá socha sesedá a její nohy tak vypadají nepřirozeně, otekle.